# Death-Valley-Nationalpark
Der Death-Valley-Nationalpark (Death Valley [dɛθ ˈvæli] ; deutsch Tal des Todes) liegt in der Mojave-Wüste und ist der trockenste Nationalpark in den USA. Er liegt südöstlich der Sierra Nevada, zum größten Teil auf dem Gebiet Kaliforniens und zu einem kleineren Teil in Nevada. Die Region ist ein Hitzepol.
Der tiefste Punkt des Tales liegt 85,95 Meter unter dem Meeresspiegel und ist zugleich die tiefste begehbare Stelle ganz Nordamerikas (von Kryptodepressionen abgesehen). Es gibt zwei Haupttäler innerhalb des Parks, das Death Valley  und das Panamint Valley. Beide Täler sind wenige Millionen Jahre alt. Das Death Valley ist von mehreren Gebirgen umschlossen, die höchste Gebirgskette bildet die Panamint Range mit dem 3366 m hohen Telescope Peak. 1933 wurde das Death Valley zum National Monument ernannt. 1994 wurde es, stark erweitert, zum Nationalpark aufgewertet. Hierzu zählt auch Devils Hole als kleine Exklave weiter östlich in Nevada, im Schutzgebiet Ash Meadows National Wildlife Refuge gelegen. Der Nationalpark gehört zusammen mit weiteren Naturschutzgebieten in Kalifornien zum 1984 begründeten UNESCO-Biosphärenreservat Mojave and Colorado Deserts Biosphere Reserve.
Am 20. Februar 2011 wurde der Nationalpark von der International Dark Sky Association auch als International Dark Sky Park (IDSP, in Gold) anerkannt; das Lichtschutzgebiet heißt seitdem auch Death Valley International Dark Sky Park. Es ist das weitaus größte derartige Schutzgebiet in den USA und das zweitgrößte weltweit (nach dem Wood-Buffalo-Lichtschutzgebiet in Kanada).

## Namensherkunft
Das Tal erhielt seinen Namen, nachdem 1849 zwei Gruppen von Reisenden mit insgesamt etwa 100 Wagen eine Abkürzung des Old Spanish Trail suchten und dabei in das Tal gerieten. Nachdem sie wochenlang keinen Ausweg aus dem Tal gefunden hatten und bereits gezwungen waren, mehrere ihrer Ochsen zu verspeisen (wobei sie das Holz ihrer Wagen als Brennholz verwendeten), ließen sie ihre restlichen Wagen zurück und verließen das Tal über den Wingate Pass. Dabei drehte sich eine der Frauen aus der Gruppe um und rief dem Tal ein „Goodbye, Death Valley“ hinterher.
Trotz einer weitverbreiteten Legende soll niemand aus der Gruppe bei der Taldurchquerung umgekommen sein, bis auf einen Greis namens Culverwell, der schon beim Betreten des Tales sterbensmatt gewesen war. Als Teilnehmer der Reisegruppe beschrieb William Lewis Manly in seinem autobiographischen Werk Death Valley in ’49 die Begebenheiten.

## Geografie

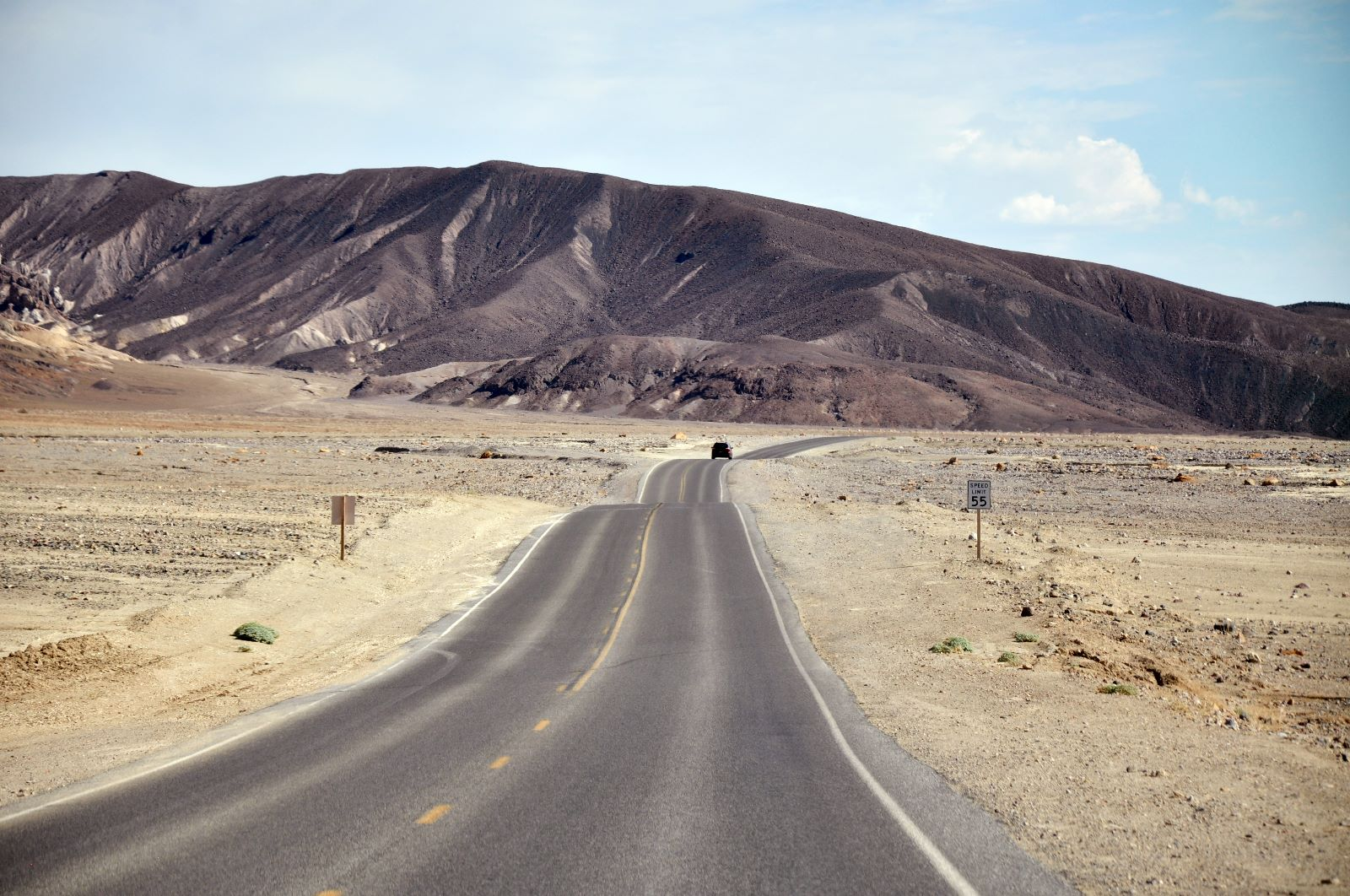
Straße im Death Valley

Das Death Valley ist Teil des endorheischen Großes Beckens. In östlicher Richtung wird das Tal durch die Amargosa Range begrenzt, die Panamint Range trennt es in westlicher Richtung vom Panamint Valley.
Im Badwater Basin befindet sich mit 85,95 Meter unter dem Meeresspiegel der tiefste begehbare Punkt Nordamerikas, etwa 2 Meter tiefer als die heute vom Saltonsee gefüllte Senke. Der höchste Punkt der Contiguous United States, Mount Whitney (4421 m), liegt nur knapp 140 Kilometer nordwestlich. Nach stärkeren Regenfällen durchfließt der Amargosa River periodisch das Tal, bevor sein Wasser dort versickert bzw. verdunstet.

## Geologie
Es gab in der Vergangenheit im Death Valley mindestens vier Perioden mit aktivem Vulkanismus, drei oder vier Perioden, in denen Sedimente abgelagert wurden, und einige plattentektonische Verschiebungen. Außerdem war die Gegend mindestens zweimal vergletschert.

## Bodenschätze

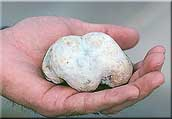
Boraxknolle aus dem Death Valley

Das Tal ist reich an Metallen, beispielsweise Gold und Silber, sowie an Mineralien wie Talkum und Borax. Viele Jahre lang arbeitete hier eine Minengesellschaft, die das Borax für die Seifenproduktion förderte. Das fertige Produkt wurde in großen Wagen, die jeweils mit 18 Mulis und zwei Pferden bespannt waren, aus dem Tal heraustransportiert. Daher stammt der Markenname 20-Mule-Team.

## Klima
Obwohl das Tal des Todes nur wenige hundert Kilometer vom Pazifischen Ozean entfernt liegt, ist es eine der trockensten Gegenden der Erde. Dies liegt daran, dass sich die feuchten Winde auf ihrem Weg vom Pazifik an fünf Bergrücken abregnen, bevor sie über das Gebiet des Parks ziehen können. Das Death Valley ist außerdem eine der heißesten Gegenden Amerikas.
Am 10. Juli 1913 wurde bei Greenland Ranch (heute bekannt als Furnace Creek Ranch) vom National Weather Service eine Temperatur von 56,7 °C (134 °F) gemessen, welche die bisher höchste auf der Erde gemessene Temperatur darstellt. Jedoch führen einige Meteorologen dieses Ergebnis, gestützt durch neuere Untersuchungen, auf einen Beobachtungsfehler zurück. Während das Messergebnis von 1913 weiterhin offiziell als Hitze-Weltrekord anerkannt wird, ist die am 10. Juli 2021 von einem automatisierten Messsystem des National Weather Service in Furnace Creek gemessene Temperatur von 54,4 °C (130 °F) die bisher höchste unbestrittene auf der Erde gemessene Lufttemperatur.
Am 12. Juli 2012 wurde im Death Valley mit 41,7 °C (107 °F) die damals höchste Nachttemperatur der Welt gemessen; dieser Wert wurde am 17. Juni 2017 in al-Chasab in Oman auf der Arabischen Halbinsel mit 44,2 °C (111,6 °F) überboten.
Nach dem für das Gebiet ungewöhnlich ergiebigen Regenfall am 5. August 2022 (bei Furnace Creek wurden 37 mm gemessen) kam es zu Vermurungen und der Beschädigung aller Zufahrtsstraßen. Hunderte per PKW gekommene Besucher waren bis zum Morgen des 7. August eingesperrt, PKW wurden verschoben und beschädigt. In der Messgeschichte seit 1911 wurde nur einmal mehr Regen an einem Tag gemessen.
|                        | Jan  | Feb  | Mär  | Apr  | Mai  | Jun  | Jul  | Aug  | Sep  | Okt  | Nov  | Dez  |   |      |
| Mittl. Temperatur (°C) | 7,5  | 10,6 | 13,2 | 17,0 | 22,1 | 27,4 | 31,0 | 29,8 | 25,6 | 19,5 | 12,4 | 7,7  | ⌀ | 18,7 |
| Mittl. Tagesmax. (°C)  | 14,0 | 17,0 | 20,0 | 25,0 | 31,0 | 38,0 | 41,0 | 40,0 | 35,0 | 28,0 | 20,0 | 14,0 | ⌀ | 27   |
| Mittl. Tagesmin. (°C)  | 1,0  | 4,0  | 7,0  | 10,0 | 16,0 | 21,0 | 25,0 | 23,0 | 19,0 | 12,0 | 6,0  | 1,0  | ⌀ | 12,1 |
|                        |      |      |      |      |      |      |      |      |      |      |      |      |   |      |
| Niederschlag (mm)      | 18,0 | 20,0 | 14,0 | 6,0  | 4,0  | 2,0  | 9,0  | 9,0  | 7,0  | 4,0  | 13,0 | 13,0 | Σ | 119  |
|                        |      |      |      |      |      |      |      |      |      |      |      |      |   |      |
| Sonnenstunden (h/d)    | 6,0  | 6,0  | 9,0  | 10,0 | 11,0 | 13,0 | 13,0 | 13,0 | 11,0 | 9,0  | 7,0  | 5,0  | ⌀ | 9,4  |
|                        |      |      |      |      |      |      |      |      |      |      |      |      |   |      |
| Regentage (d)          | 3,0  | 3,0  | 3,0  | 2,0  | 1,0  | 1,0  | 3,0  | 3,0  | 2,0  | 2,0  | 2,0  | 3,0  | Σ | 28   |

| 1,0 |

| 4,0 |

| 7,0 |

| 10,0 |

| 16,0 |

| 21,0 |

| 25,0 |

| 23,0 |

| 19,0 |

| 12,0 |

| 6,0 |

| 1,0 |

| 1,0 |

| 4,0 |

| 7,0 |

| 10,0 |

| 16,0 |

| 21,0 |

| 25,0 |

| 23,0 |

| 19,0 |

| 12,0 |

| 6,0 |

| 1,0 |

| N i e d e r s c h l a g | 18,0 | 20,0 | 14,0 | 6,0 | 4,0 | 2,0 | 9,0 | 9,0 | 7,0 | 4,0 | 13,0 | 13,0 |
|                         | Jan  | Feb  | Mär  | Apr | Mai | Jun | Jul | Aug | Sep | Okt | Nov  | Dez  |

## Besiedlung
Zu den wenigen ständigen Bewohnern des Death Valley gehört seit alters die kleine Kolonie der Timbisha Shoshone in der Nähe der Hotel-Oase von Furnace Creek. Die Timbishas sind die südlichste geschlossene Stammesgruppe der Western-Shoshone-Indianer.

## Fauna
Die Fauna ist mit über 400 Arten relativ vielfältig: Hierzu gehören 51 heimische Säugetierarten, 307 Vogelarten, 36 Reptilienarten und drei Amphibienarten. Es ist möglich, einzeln herumstreifenden Kojoten von meist magerem Wuchs zu begegnen. Diese Tiere sind in der Lage, sich von nahezu allen Kleintieren und Pflanzenteilen zu ernähren. Gerne stöbern sie in den von Touristen hinterlassenen Resten und anderem Müll. Weitere im Park anzutreffende Säugetiere sind Kitfüchse, Rotluchse, Pumas und Maultierhirsche. Schlangen verlassen in der Regel nur nachts ihr Versteck, während die eher zahlreichen Eidechsen Felsspalten und Gesteinsspalten bewohnen. Im Park und in der Umgebung leben Dickhornschafe. Diese sind eine Unterart der Bergschafe, die in der Sierra Nevada und im Death Valley in kleinen, isolierten Herden leben. Diese äußerst anpassungsfähigen Tiere können beinahe alle Arten von Pflanzen fressen. Sie haben keine natürlichen Feinde, konkurrieren aber im Lebensraum mit dem Menschen.
Der Death-Valley-Nationalpark ist für viele Zugvögel ein Aufenthalts- und Ruheort auf ihrer Durchreise: So kann man vor allem im Frühling Schwalben, Ibisse, und Stockenten beobachten. Ganzjährig sind nur wenige Vögel heimisch; hierzu gehört der Große Rennkuckuck, bekannt auch als  Roadrunner. Sechs Fischarten aus der Familie der Cyprinodontidae leben im Nationalpark: Fünf Arten gehören zur Gattung der Wüstenkärpflinge, darunter der vom Aussterben bedrohte, endemische Teufelskärpfling, von dem es 2013 nur noch 35 Exemplare gab. Eine weitere Art ist der vom Menschen eingeführte Koboldkärpfling, eine höchst invasive Fischart.

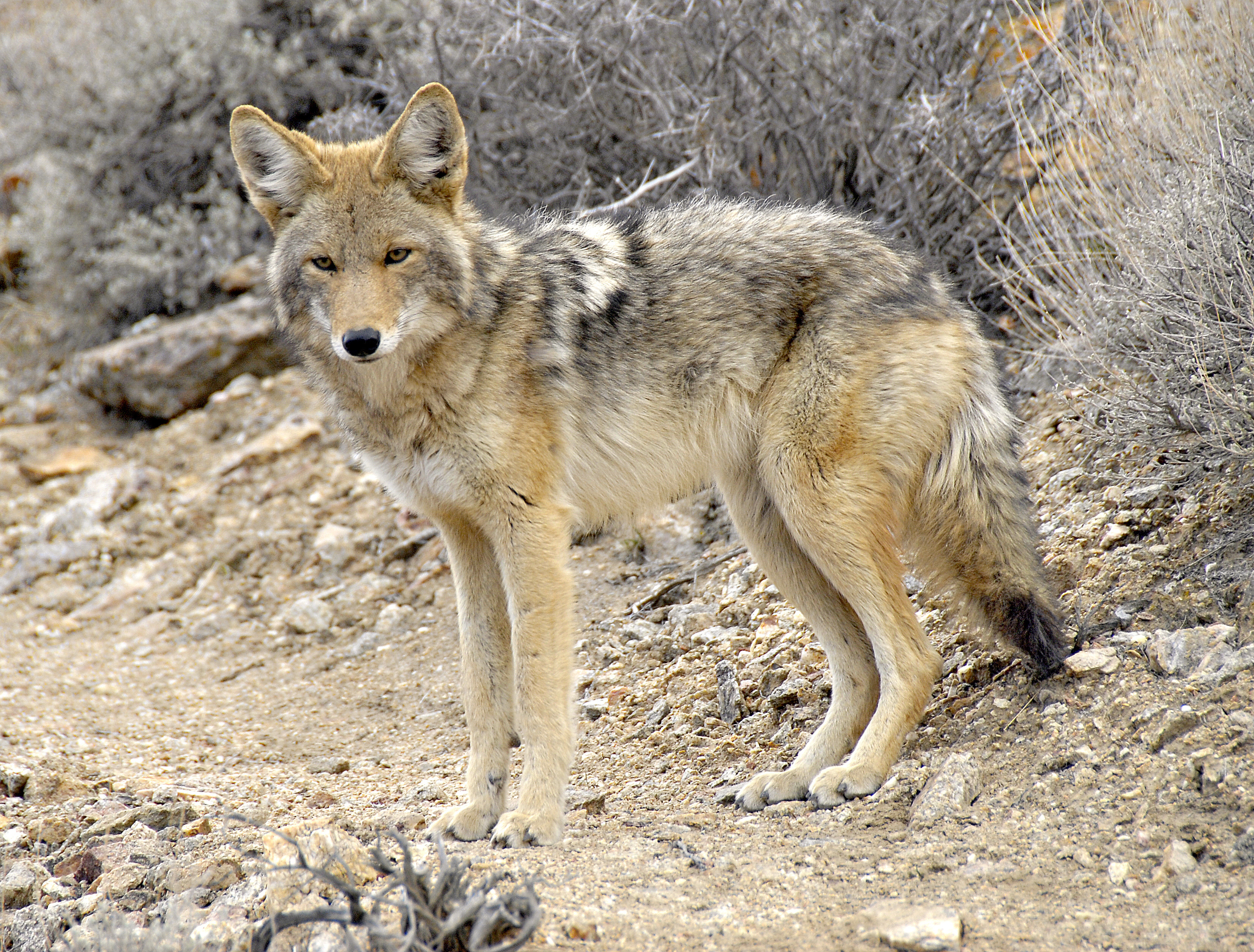
Kojote (Canis latrans) im Death Valley
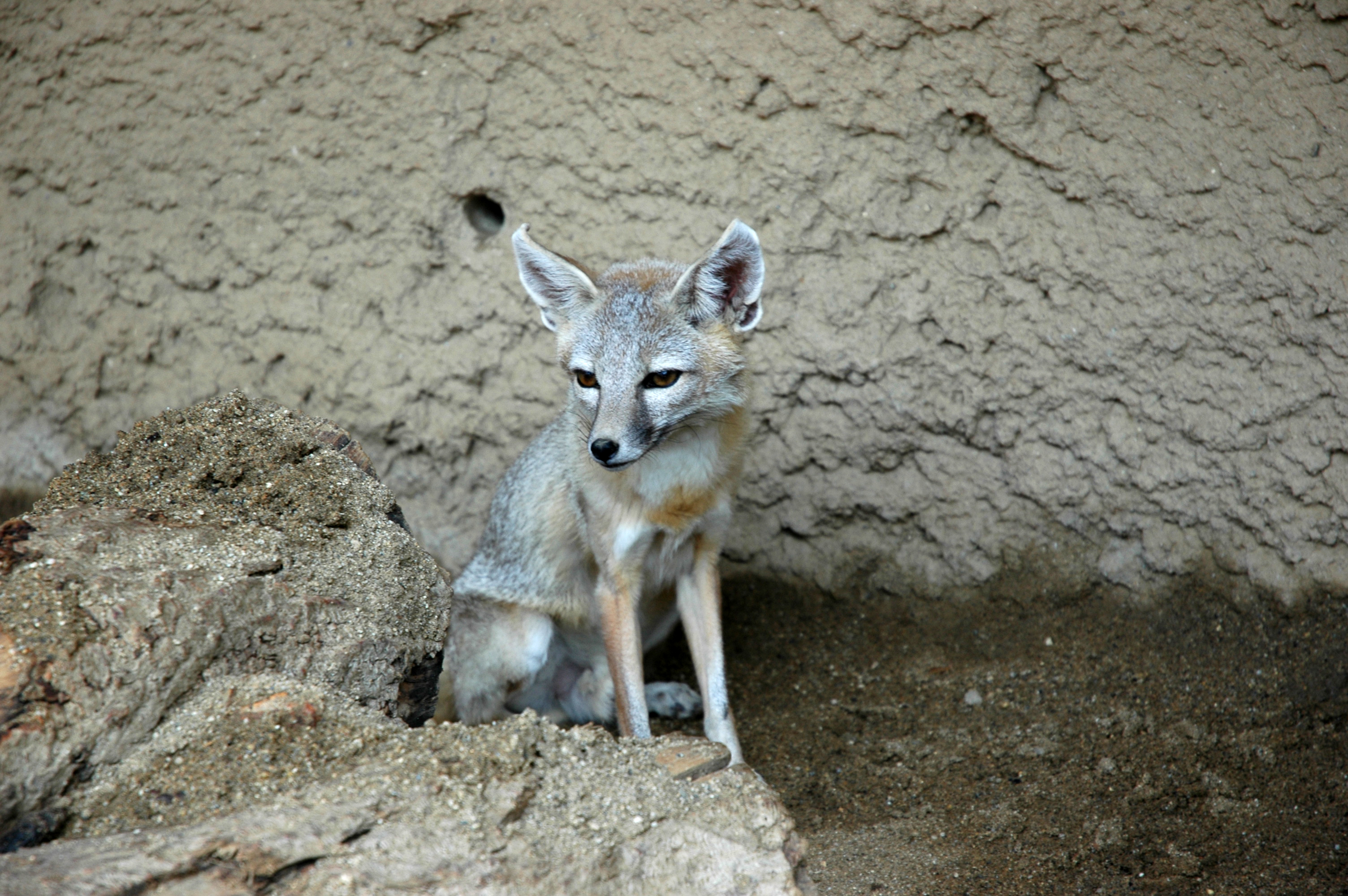
Kitfuchs (Vulpes macrotis)
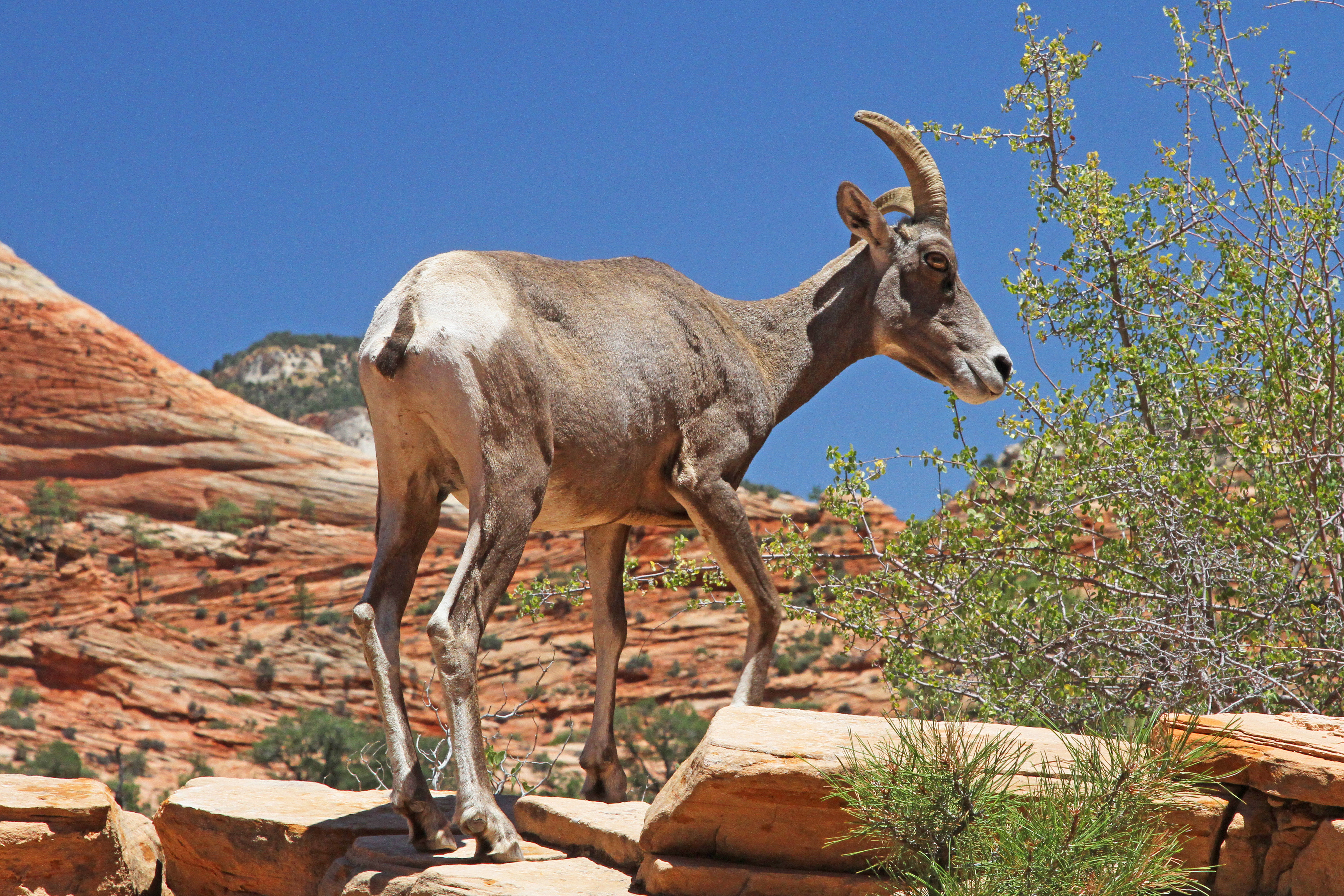
Das Wüsten-Dickhornschaf (O. c. nelsoni) ist eine Unterart des Dickhornschafs

## Flora
Der Nationalpark zählt über 1000 Pflanzenarten; hierzu gehören 23 endemische Arten. Die Vegetation variiert mit der Höhenlage: karges Strauchwerk wie der Kreosotbusch und vereinzelte Pflanzen der Gattungen Prosopis und Melden im Tal, Josua-Palmlilien, Biegsame Kiefern und Langlebige Kiefern  in den Höhen. Auffallend sind Salzkräuter, frei im Wind herumrollende Sträucher. Anpassung ist der Schlüssel für ein Überleben an einem der trockensten und heißesten Orte Nordamerikas: Melden können ein bis zu 15 Meter langes Wurzelsystem entwickeln, um an tiefes Grundwasser zu gelangen. Die Blätter von Atriplex hymenelytra sind an der Oberfläche mit Salz überzogen; dies führt zur Reflexion des Sonnenlichts und damit zu einer Minderung der Verdunstung. Wenige Regentage im Winter führen in einigen Regionen des Parks zu kurzen Blütezeiten; gleichwohl reichen weder die geringen Niederschläge noch die insgesamt spärliche Biomasse aus, um einen auch nur annähernd fruchtbaren Boden zu bilden. Alle paar Jahre regnet es mehr als gewöhnlich, so auch 2016, 2005 und 1998. Dann verwandelt sich das Death Valley in ein Blütenmeer.

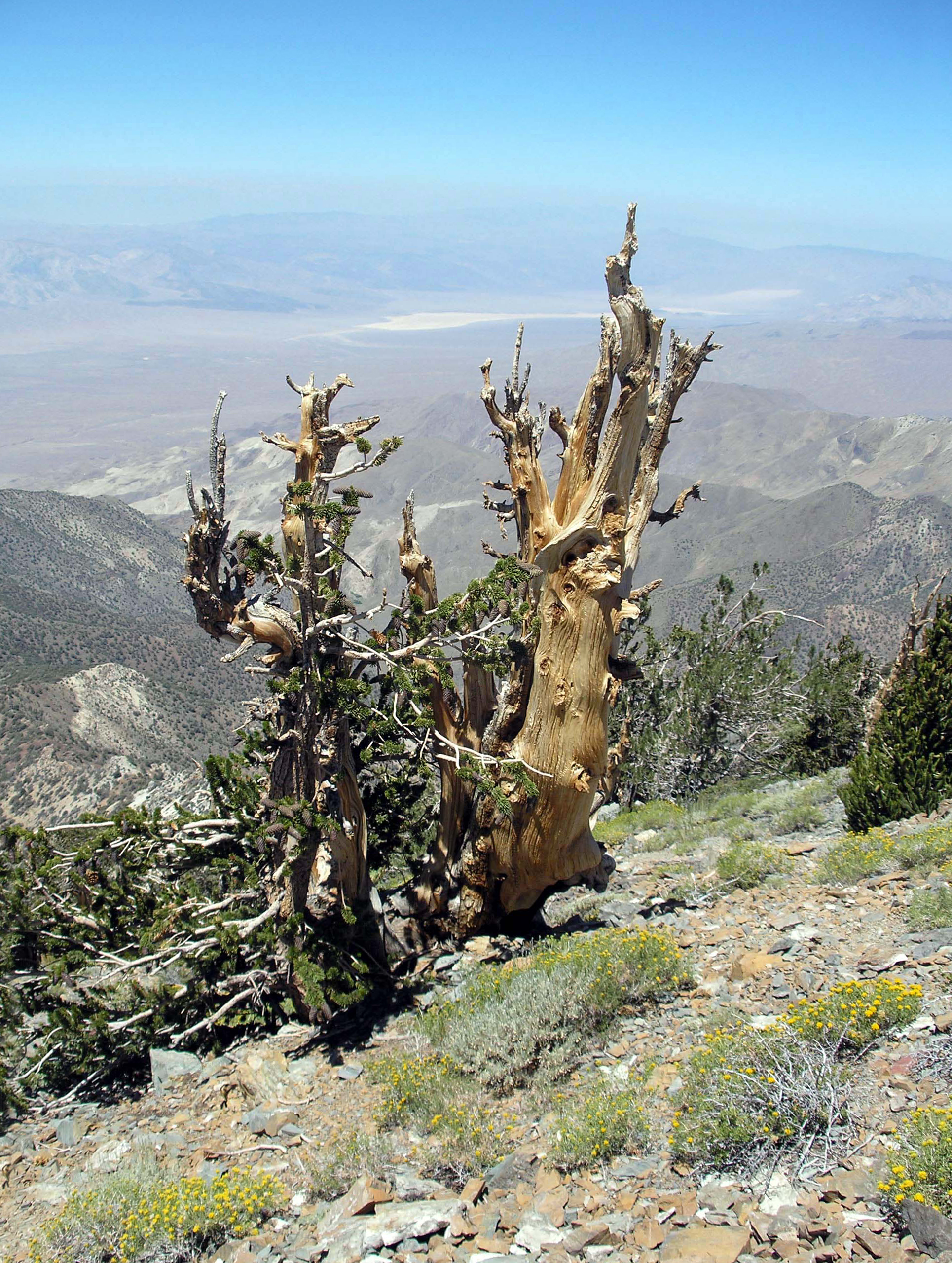
Langlebige Kiefer (Pinus longaeva)
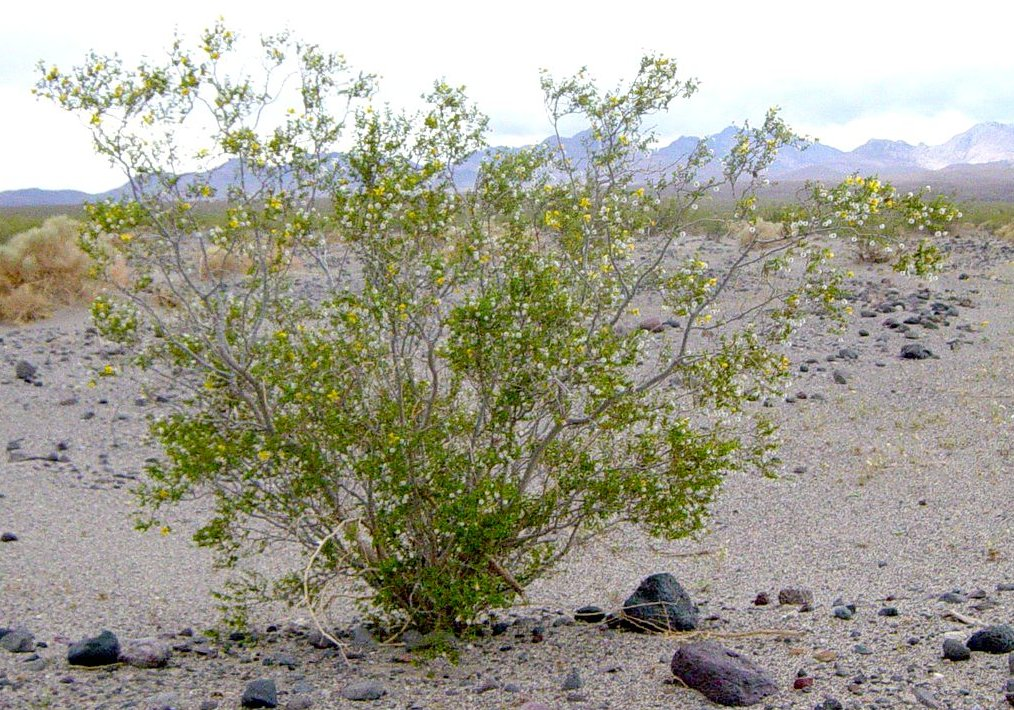
Kreosotbusch (Larrea tridentata)
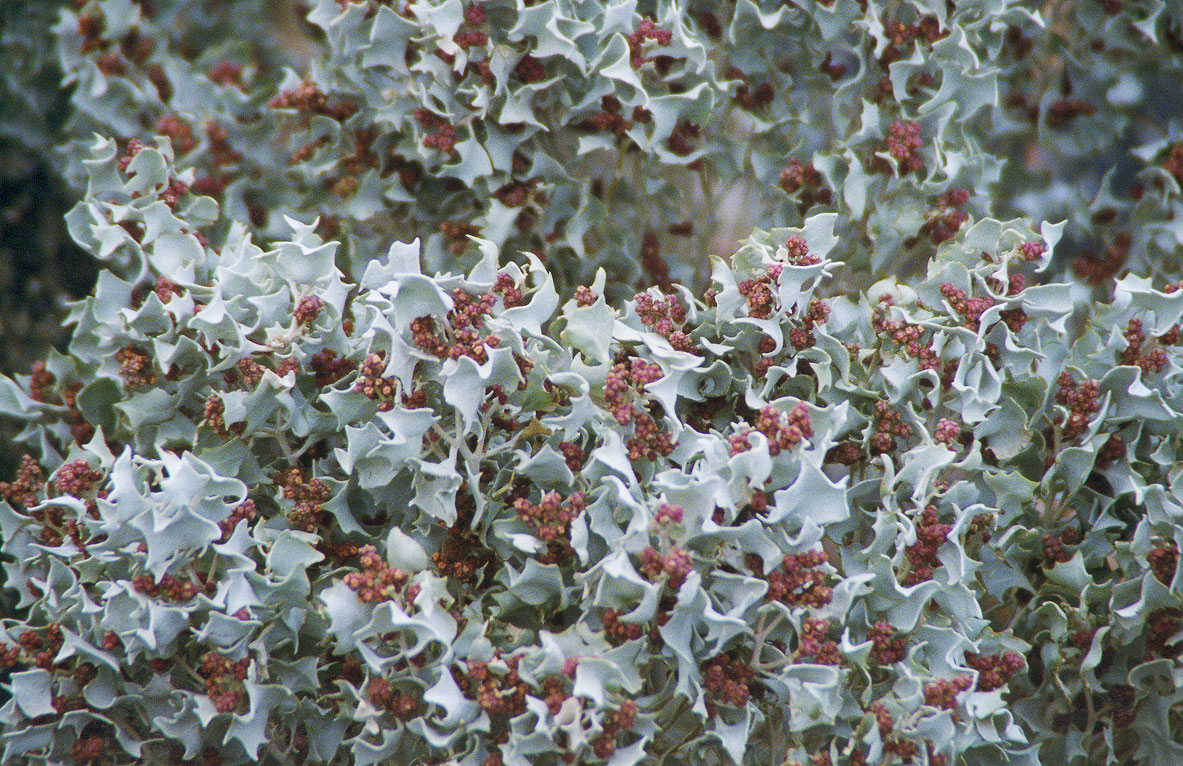
Atriplex hymenelytra im Death Valley

## Interessante Orte

### Artist’s Palette

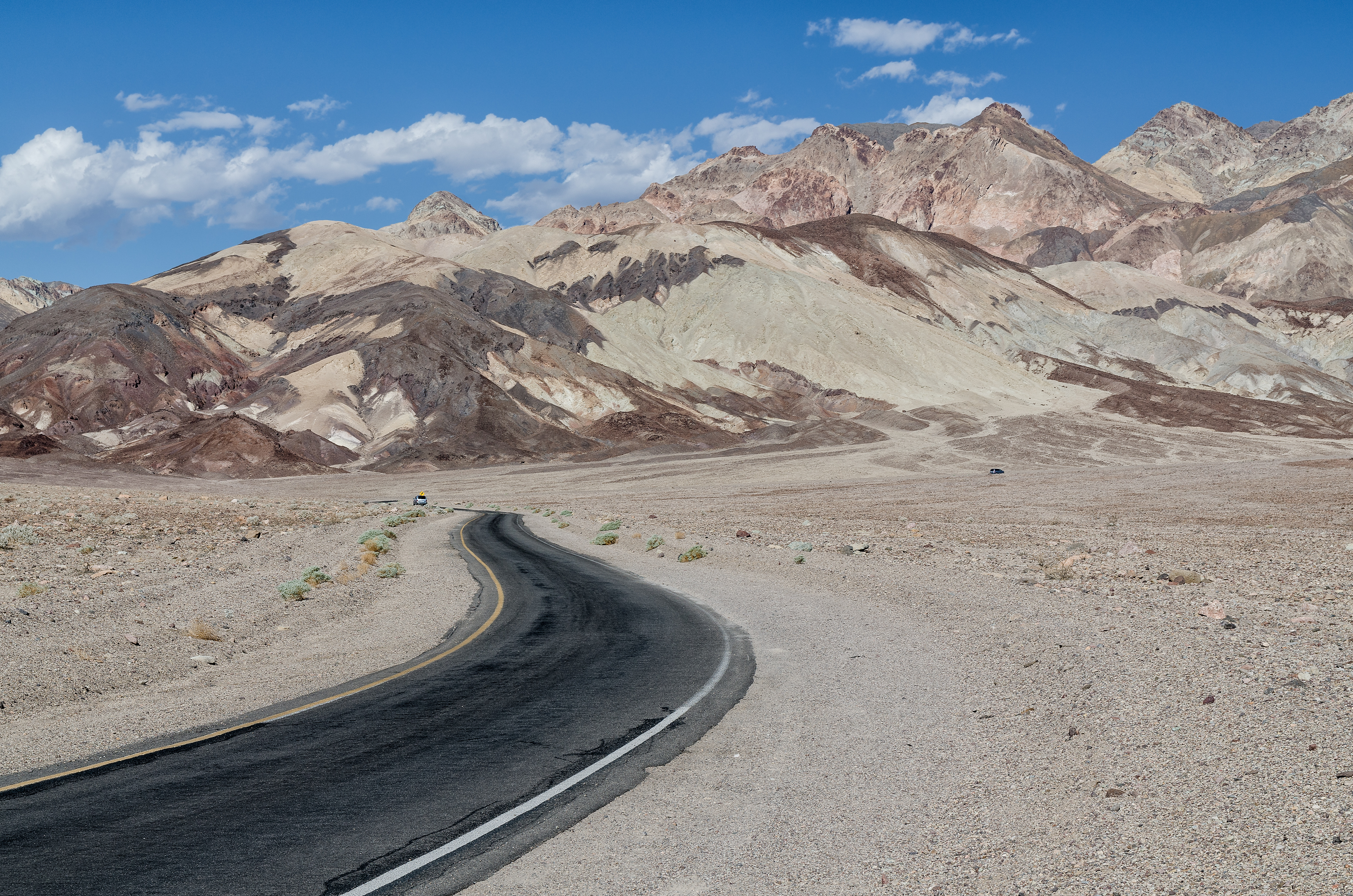
Artist’s Palette

Artist’s Palette liegt an den Hängen der Black Mountains, die parallel zur Gebirgskette Panamint Range verlaufen und einen Grabenbruch einschließen; es ist berühmt für seine vielfarbigen Gesteinsformationen. Der Farbenreichtum wird durch Oxidation verschiedener Metalle verursacht, die in den Felsen vorkommen; zum Beispiel Eisen (rot bis dunkelrot) oder Kupfer (türkis bis grün).

### Badwater Basin

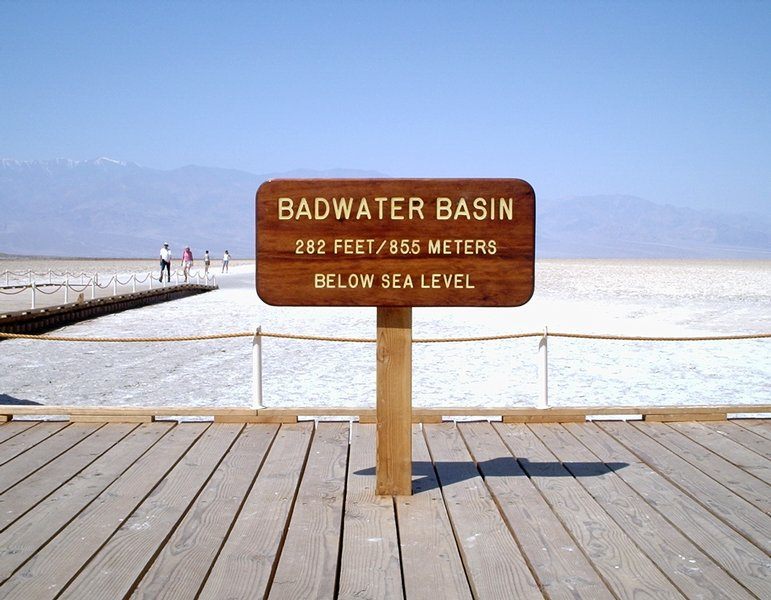
Badwater Basin – tiefster Punkt der USA

Badwater ist der tiefste Punkt der USA (85,95 Meter unter Meeresniveau) (36° 13′ 49″ N, 116° 46′ 3″ W). Die sechseckigen Strukturen, die hier zu sehen sind, haben rund 2 bis 2,5 m Durchmesser und sind Teil einer weit größeren und ebenfalls sechseckigen Struktur, die vom rund 1750 Meter höher gelegenen Dante’s View aus beobachtet werden kann. Diese Strukturen entstehen durch das Trocknen und die damit verbundene Ausdehnung der hier vorkommenden Salzkristalle. In der Nähe der flachen Salzpfanne liegt eine Wetterstation, wo im Sommer regelmäßig Temperaturen von über 50 °C gemessen werden. Die Salzpfanne entstand durch das Austrocknen eines ehemals bis zu 200 m tiefen Sees vor 3000 Jahren.

### Barker Ranch
→ Hauptartikel: Thomason-Barker Ranch

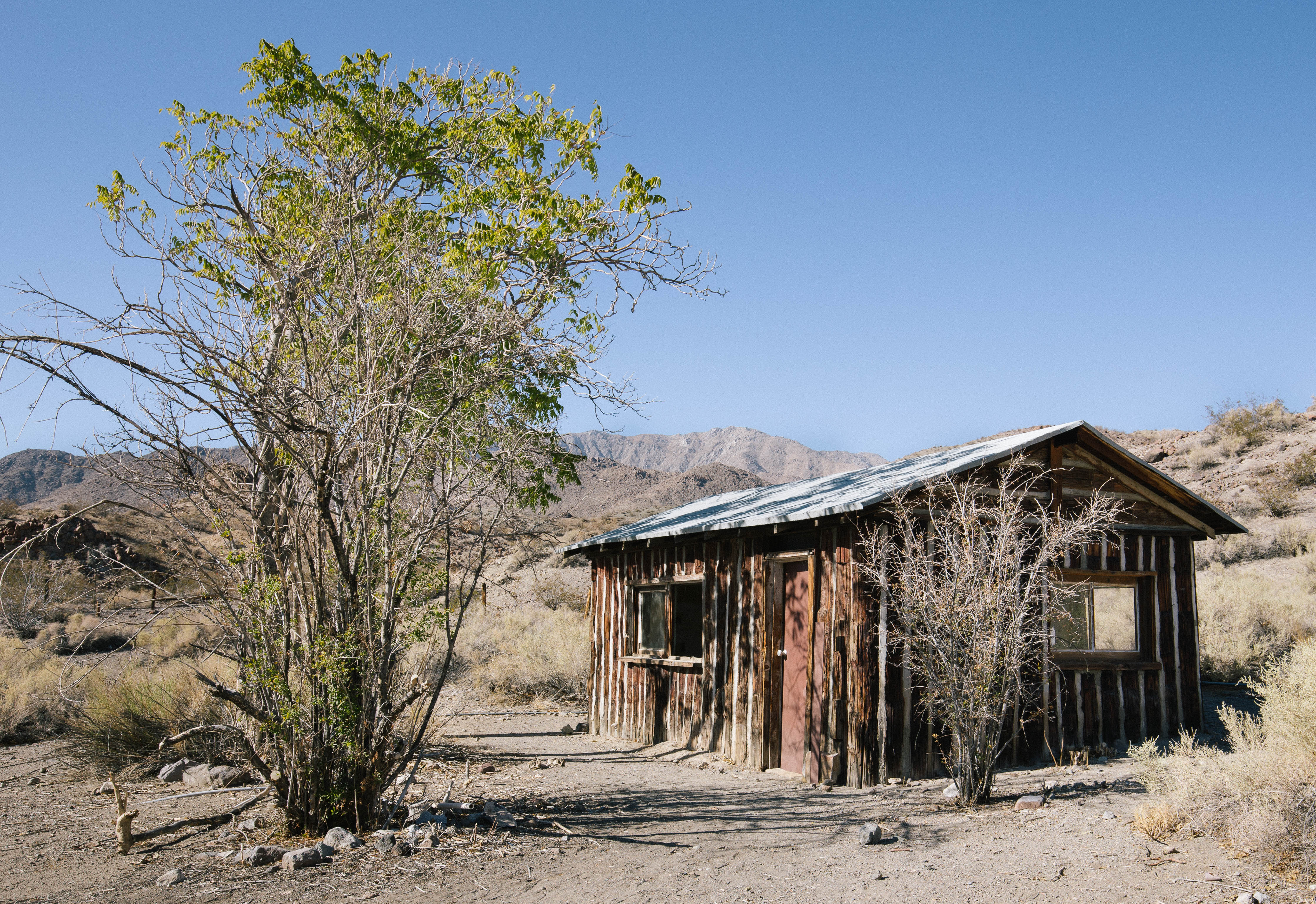
Gebäude auf der Barker Ranch, 2014

Das Gelände der Barker Ranch befindet sich ca. 25 km nordöstlich von Searles Lake und Trona (Kalifornien). Die Koordinaten lauten 35° 51′ 34,4″ N, 117° 5′ 17,4″ W. Es ist nur über unbefestigte Sand- und Schotterpisten zu erreichen. Ursprünglich handelte es sich nur um eine Hütte, die 1937 von einem ehemaligen Polizisten errichtet und in den folgenden Jahren ausgebaut wurde. Nach dessen Tod verkaufte seine Witwe die Ranch an die Familie Barker. Die Barker Ranch wurde bekannt als letztes Versteck von Charles Manson. Dieser hielt sich dort mit seiner Sekte (der sog. Manson Family) auf, nachdem diese brutale Morde in Los Angeles begangen hatte. Die Mitglieder der Sekte wurden bei zwei Razzien am 10. Oktober bzw. 12. Oktober 1969 in der Ranch festgenommen. Die aufgegebene Ranch gehört heute dem National Park Service. 2008 wurden Bodenuntersuchungen unternommen, nachdem sich Hinweise ergeben hatten, dass auf dem Gelände die Leichen möglicher weiterer Opfer der Manson Family begraben sein könnten. Der Verdacht bestätigte sich jedoch nicht. 2009 brannten die Gebäude bei einem Feuer aus.

### Charcoal Kilns
Der Ort wurde 1867 errichtet, um Holzkohle zu produzieren, die für die Verarbeitung von im Death Valley vorkommenden Erzen verwendet wurde. Die Köhlerei wurde allerdings schon drei Jahre nach ihrem Beginn wieder aufgegeben.

### Dante’s View

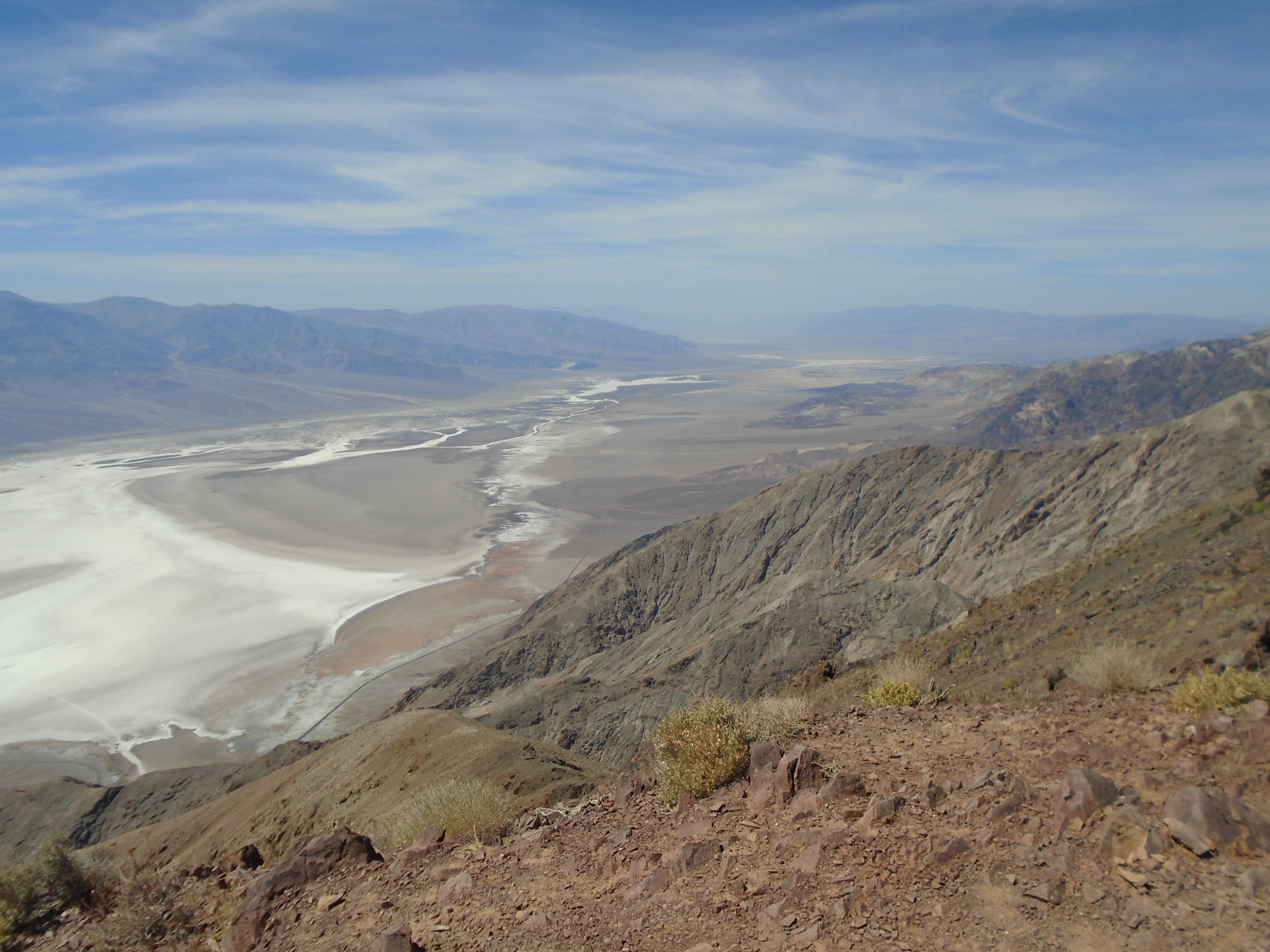
Dante’s View

Oberhalb des Death Valley liegt der Aussichtspunkt Dante’s View in einer Höhe von 1669 m über dem Meeresspiegel. Er gehört wie Artists Palette zu den Black Mountains. Von dort aus kann man den zentralen Teil des Death Valley betrachten und hat einen Blick auf das Badwater Basin. Außerdem sieht man den Telescope Peak mit seinem 3366 Meter hohen Gipfel. Das Tal erstreckt sich von links (Süden) nach rechts (Norden); in seiner Mitte erkennt man einen ausgetrockneten Salzsee.

### Devil’s Golf Course

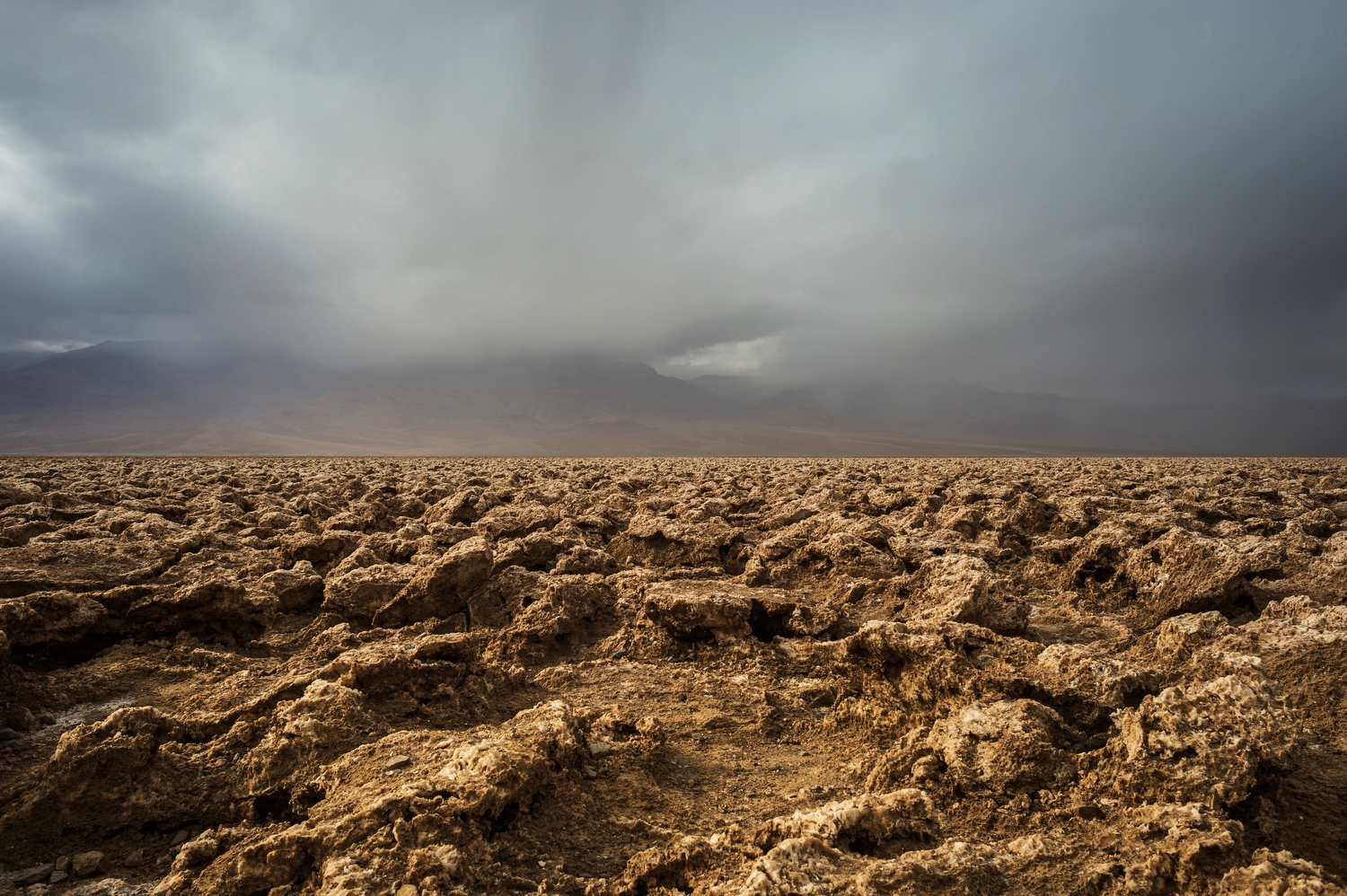
Devil’s Golf Course

Diese zerklüfteten und spitzen Salzstrukturen haben frühe Besucher auf den Gedanken gebracht, dieser unwirtliche Platz müsse der Golfplatz des Teufels gewesen sein.

### Hidden Valley
Das Tal liegt in einer abgelegenen Gegend auf der westlichen Seite der Cottonwood Mountains oberhalb des Racetrack-Tals. Eine Vielzahl von alten, verlassenen Minen befindet sich verstreut über das gesamte Tal. Das ausgetrocknete Tal, mit im Sommer wenig Vegetation, kann sich im Winter zu einer schneebedeckten Landschaft verwandeln und im Frühjahr mit einem Blumenmeer überraschen.

### Lippencott Road
Die Lippencott Road verbindet den Racetrack mit dem Saline Valley. Am oberen Ende der Straße, der Westseite der Cottonwood Mountains, befindet sich die alte Lippencott-Bleimine. Wie viele Straßen im Death Valley wird auch die Lippencott Road von der Parkverwaltung nur noch in unregelmäßigen Abständen gewartet, um den Massentourismus einzuschränken. Hinweisschilder warnen daher vor der Benutzung mit nicht geländetauglichen Fahrzeugen.

### Mesquite Sand Dunes

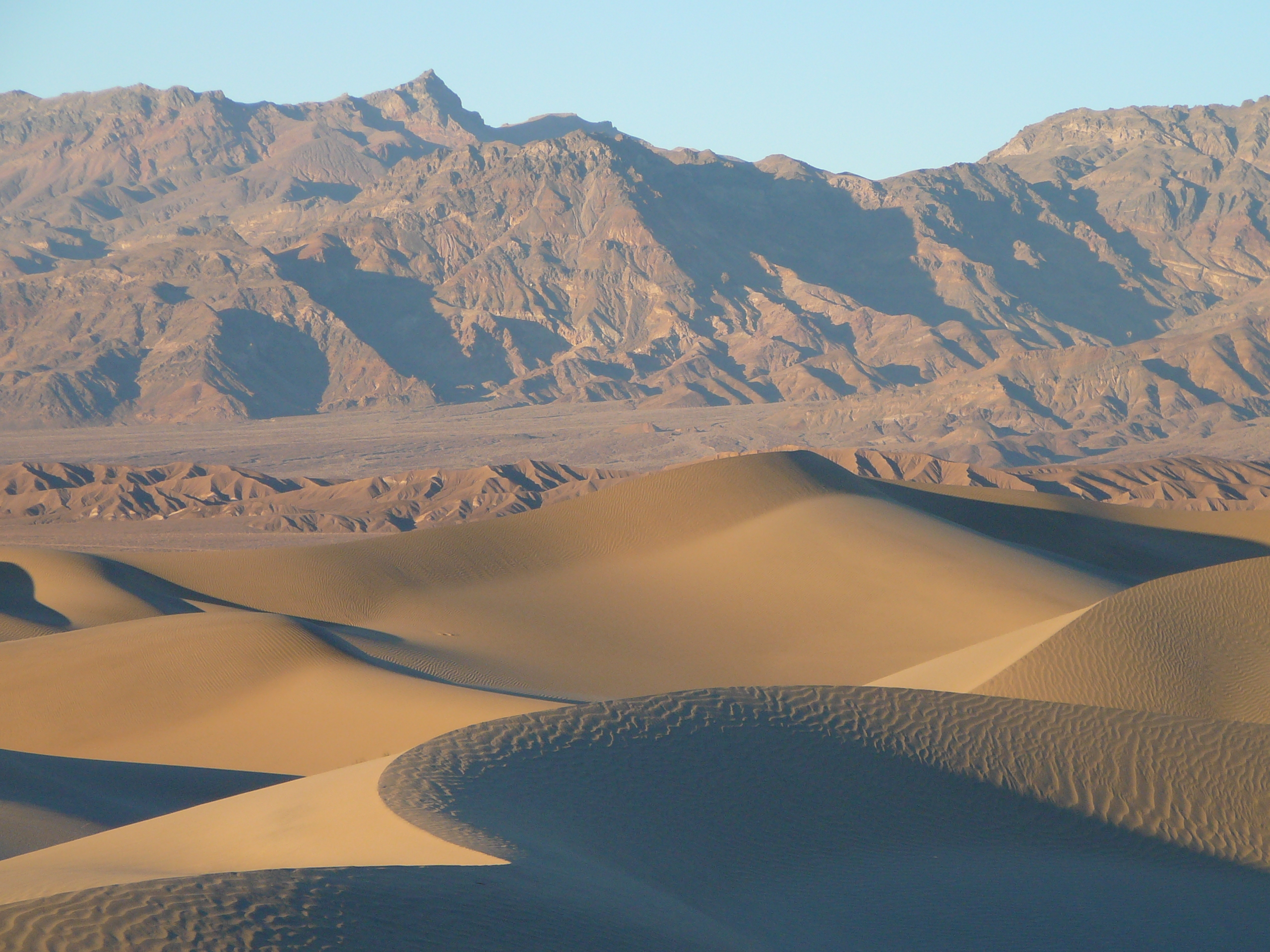
Mesquite Sand Dunes

Die 4 km² großen Mesquite Sand Dunes liegen im nördlichen Teil des Tales und wurden schon oft als Wüstenkulisse in Filmen, unter anderem in Star Wars, verwendet. Die größte Düne ist die Star Dune. Diese ist recht stabil, da der Wind den Sand vorzugsweise an genau dieser Stelle ablagert. Der Sand ist hier rund 50 Meter hoch.

### Mesquite Springs
Mesquite Springs ist der nördlichste Teil des Death Valley. In diesem Teil des Tales gibt es zahlreiche Kakteen. Oberhalb der Quelle gibt es 2000 bis 3000 Jahre alte Petroglyphen der ausgestorbenen Mesquite-Springs-Kultur.

### Mosaic Canyon
Der Mosaic Canyon liegt im nordwestlichsten Gebirgsteil des Tales. Er ist nach seinen gemusterten Felswänden benannt. Die Ablagerungen aus unterschiedlichen Gesteinsformationen (Breccia) bilden hierbei variationsreiche Muster. Das vorherrschende Gesteinsvorkommen ist der Dolomit, eine Kalksteinart, die sich in einem warmen Flachmeer bildete, das die Gegend des Death Valley vor 750 Millionen Jahren bedeckt hatte.

### Racetrack Playa

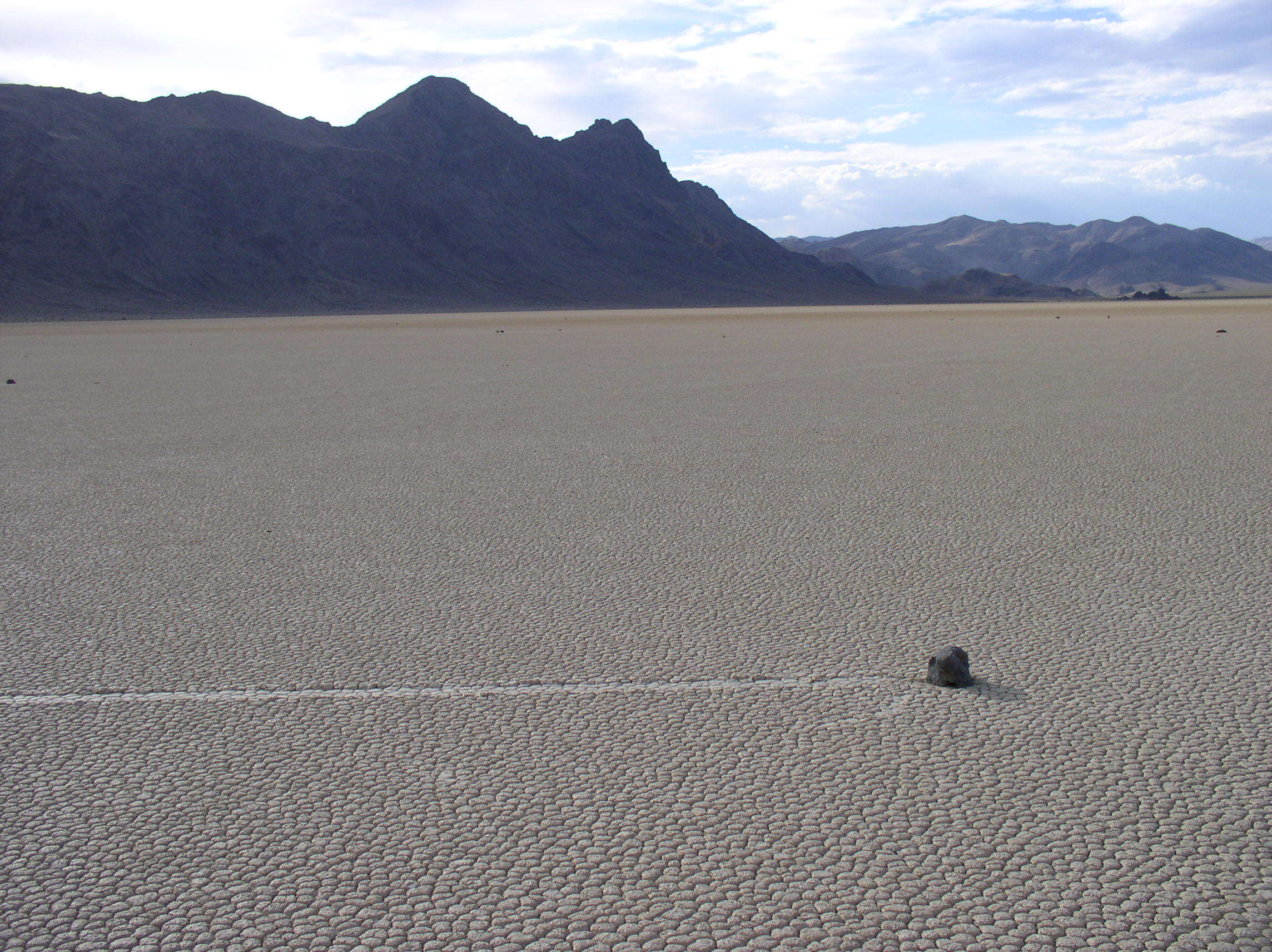
Racetrack im Death Valley

Die Wandernden Felsen der Racetrack Playa hinterlassen Spuren von Bewegungen über ein nahezu ganzjährig ausgetrocknetes Seebett. 2014 konnte die Ursache der Bewegungen mithilfe von GPS und Zeitrafferaufnahmen geklärt werden.

### Rainbow Canyon
Durch die Inyo Mountains im Westen des Parks zieht sich der Rainbow Canyon, der das untere Owens Valley im Westen mit dem Panamint Valley im Osten verbindet. Er wird von der US Air Force und den Piloten der US Navy als Trainingsgelände für den Tiefstflug und Geländefolgeflug verwendet. Aufgrund der Tiefe des Canyons ist es dort möglich, die Kampfflugzeuge von oben gegen den Boden beim Flug zu beobachten.

### Salt Creek
Der größte Teil von Salt Creek ist meistens trocken und von einer leuchtend weißen Salzschicht überzogen. Diese entsteht durch regelmäßige Überschwemmungen und durch das anschließende Verdunsten des Wassers. Ein großer Teil des Salzzuflusses stammt aus brackigen Bächen, die das ganze Jahr hindurch fließen. Hier befindet sich auch der letzte Überrest des ehemaligen Lake Manly.

### Shoreline Butte
Dieser Tafelberg war früher eine Insel in prähistorischen Seen, die während der Eiszeiten das Death Valley füllten.

### Telescope Peak

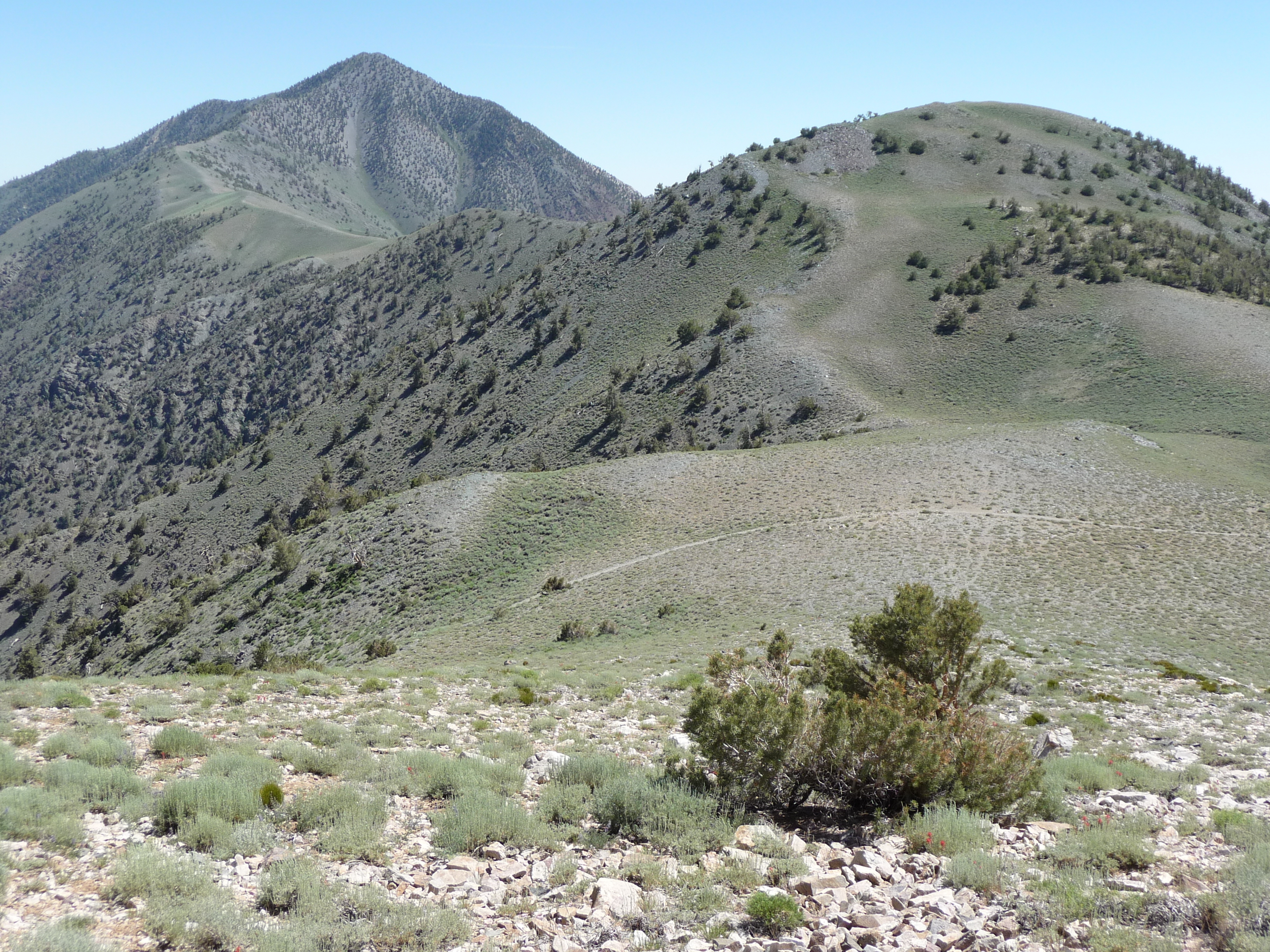
Telescope Peak

Telescope Peak ist der mit 3366 Metern über dem Meeresspiegel höchste Punkt im Park und liegt in der Panamint Range.

### Titus Canyon
Der Titus Canyon gräbt sich in einen Meeresgrund aus dem Präkambrium. Leadfield ist eine Geisterstadt in der Nähe des Titus Canyon, die um 1920 gegründet wurde, nachdem das Gerücht aufgekommen war, dass Bergbau in der Gegend profitabel sei.

### Ubehebe Crater

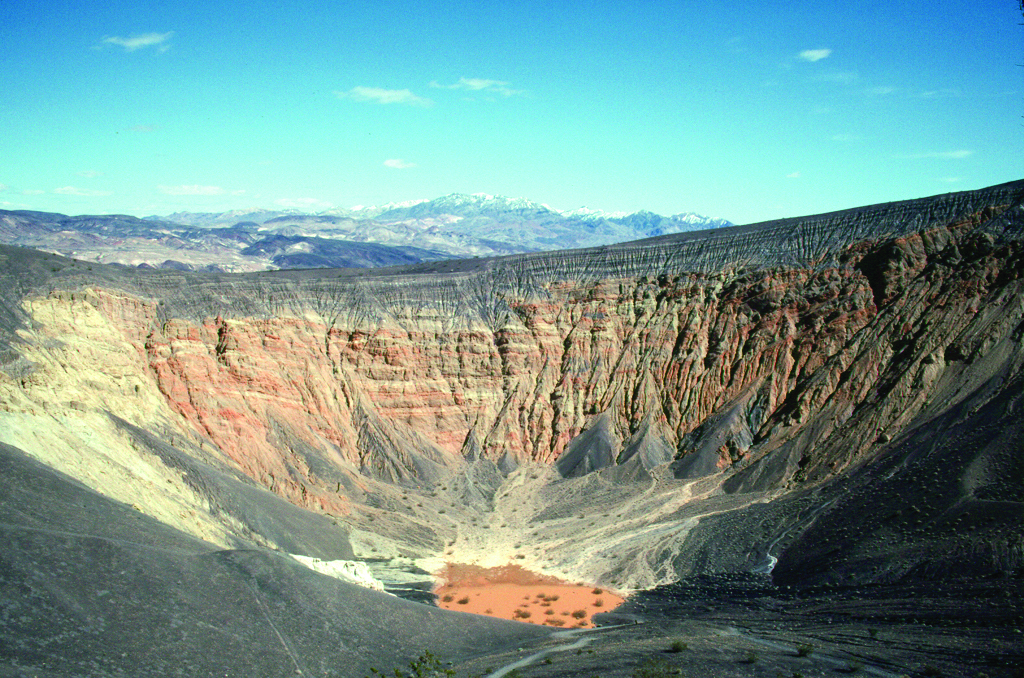
Ubehebe Crater

Der Ubehebe Crater ist ein Maar, das etwa einen Kilometer Durchmesser hat und bis zu 230 Meter tief ist. Sein Alter wurde ursprünglich auf etwa 6000 bis 7000 Jahre geschätzt; nach einer neueren Studie aus dem Jahr 2012 beträgt das Alter nur rund 800 Jahre. Ubehebe ist ein indianisches Wort und bedeutet „Großer Korb im Fels“. Der Krater entstand, als heißes Magma in die Nähe der Erdoberfläche vordrang und das Grundwasser dadurch explosionsartig verdampfte.
Derartige phreatomagmatische Explosionen ereigneten sich in der Umgebung häufiger, der Ubehebe Crater ist hierfür jedoch das auffallendste Beispiel. Die Koordinaten sind: 37° 0′ 35″ N, 117° 27′ 1″ W. Nahe dem Kraterrand gibt es eine Reihe grauer Ablagerungen; weiter unten werden die Ablagerungen heller. Die grauen Ablagerungen stammen von jüngeren, ähnlichen Explosionen. Die helleren Ablagerungen sind altes Sedimentgestein.

### Ventifact Ridge
Ventifact Ridge ist ein Geländerücken, der durch einen Lavafluss entstanden ist. Die Felsen, die auf diesem Rücken zu finden sind, sind berühmt dafür, dass sie durch Winderosion zu den unterschiedlichsten Gestalten geformt wurden. Der Wind weht hier sehr stark, durch den aufgewirbelten Sand wirkt er auf die Felsen wie ein Sandstrahlgebläse.

### Zabriskie Point

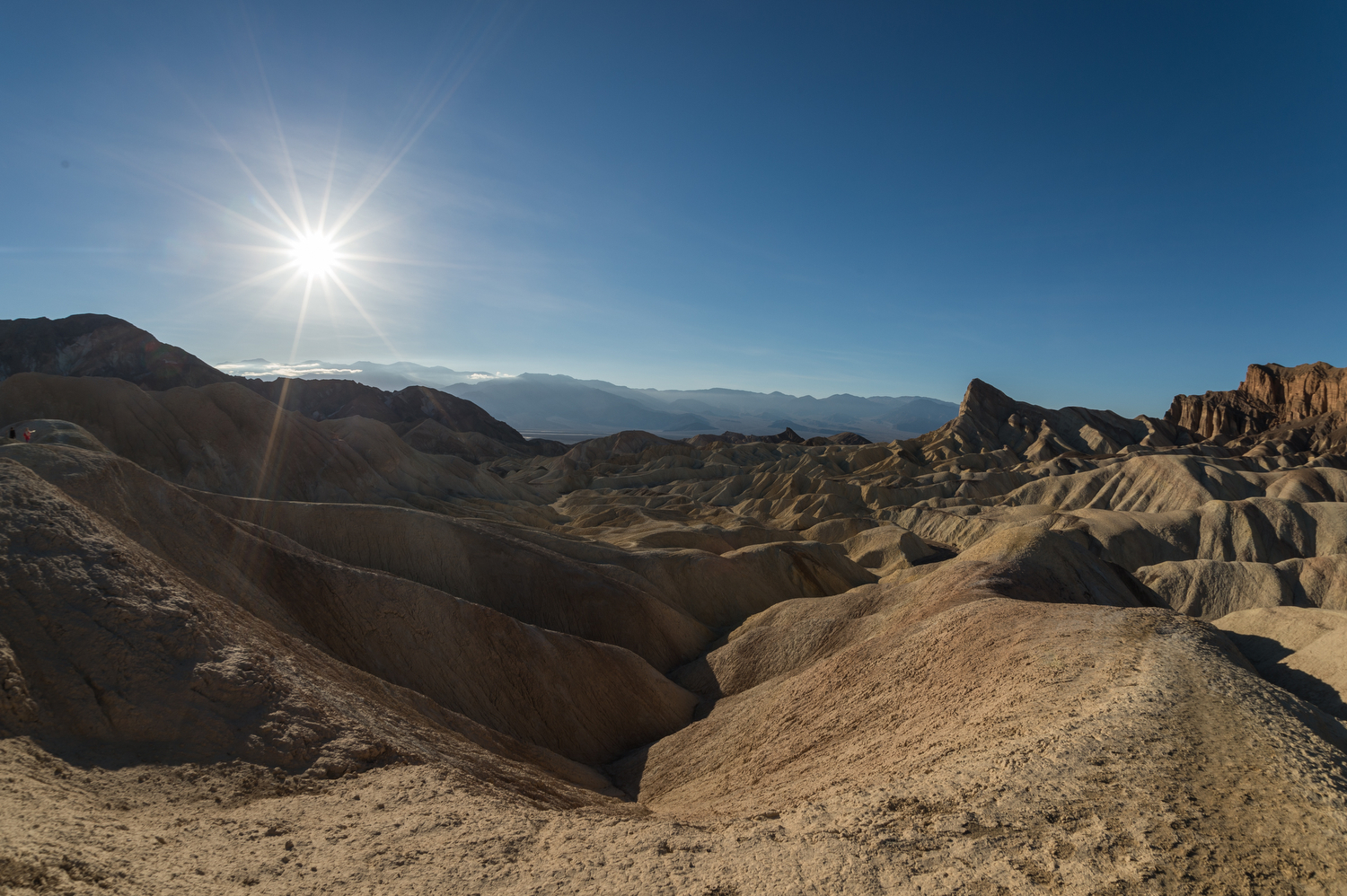
Blick vom Zabriskie Point ins Death Valley

Zabriskie Point ist für seine bizarren Erosionslandschaften bekannt. Die Gesteinsformationen sind die Sedimente des ehemaligen Lake Zabriskie, der vor neun Millionen Jahren ausgetrocknet ist.

### Weitere Orte im Park
- Aguereberry Point
- Crankshaft Junction
- Desolation Canyon
- Devil’s Cornfield
- Furnace Creek
- Lake Manly
- Myers Ranch
- Scotty’s Castle
- Skidoo
- Stovepipe Wells
- Willow Springs